# Annette Curtis Klause
Annette Curtis Klause (nacida en 1953) es una escritora estadounidense especializada en literatura juvenil y para adolescentes de terror y ciencia ficción.
Según la propia autora desde su infancia le gustaba escribir. Sus primeras influencias fueron cuentos infantiles y las historias basadas en películas de terror que le contaba su padre. Tenía siete años cuando se mudó con su familia al norte de Newcastle upon-Tyne. Conserva todas las historias que comenzó a escribir con diez años, siendo su primer relato de terror The blood ridden pool os Solen Goom; ella misma lo ilustró y le confeccionó una cubierta. Las crónicas de Narnia y las novelas históricas de Rosemary Sutcliff eran sus lecturas favoritas. Con catorce años leyó su primer libro sobre vampiros: The shiny narrow grin, de Jane Gaskell y se trasladó con su familia a los Estados Unidos.
Actualmente Annette es la directora del departamento infantil de la biblioteca pública de Aspen Hill en Montgomery County, Maryland. Nacida en Bristol, Inglaterra, vive en Hyattsville, Maryland, con su esposo Mark y sus seis gatos. Está licenciada en literatura inglesa y biblioteconomía, por la Universidad de Maryland.
Ha publicado cuatro novelas: The Silver Kiss (1990), Alien Secrets (1993), Blood and Chocolate (1997) y Freaks: Alive on the Inside (2006). También ha escrito varios relatos cortos. Desde 1982 a 1994 contribuyó con varios artículos al School Library Journal.
En el año 2007 Blood and Chocolate fue adaptada al cine.